# Evelyn
Evelyn is een van oorsprong Engelse naam. Hoewel de naam in het Nederlands taalgebied als meisjesnaam geldt, wordt hij in het Engels taalgebied ook wel voor jongens gebruikt.
De naam is een vleivorm van de Bijbelse naam Eva ("de leven brengende"). De naam kan ook afkomstig zijn van het Gaelische woord "Eiblin",  dat "prettig, aangenaam" betekent. Dit is mogelijk de oorzaak van het feit dat de naam ook als jongensnaam in gebruik is.

## Bekende naamdragers
- Evelyn Waugh, Brits 20e-eeuws schrijver
- Evelyn Ashford
- Evelyn Thomas

## Kunst en cultuur
- Evelyn (film), Amerikaanse film uit 2002
- Evelyn (hoorspel)